# بوبا (مجارستان)
بوبا (به مجاری:  Boba) یک شهرداری در مجارستان است که در واش واقع شده‌است. بوبا ۱۰٫۹۵ کیلومتر مربع مساحت و ۸۴۶ نفر جمعیت دارد.